# Distretto di Saha (Busan)
Saha-gu (Hangŭl: 사하구; Hanja: 沙下區) è un distretto di Busan. Ha una superficie di 40,89 km² e una popolazione di 374.248 abitanti al 2004.
Al suo interno si trova il villaggio della cultura di Gamcheon.